# Carlos Alexandre, 5.º Príncipe de Thurn e Taxis
Carlos Alexandre  (Cidade Imperial de Ratisbona, Sacro Império Romano-Germânico, 22 de fevereiro de 1770 -  Dischingen, Reino de Württemberg, 15 de julho de 1827) foi o quinto Príncipe de Thurn e Taxis, chefe dos  Correios de Thurn e Taxis e o Chefe da Casa Principesca de Thurn e Taxis, de 13 de novembro de 1805 até sua morte, em 15 de julho de 1827. Com a morte de seu pai, em 13 de novembro de 1805, ele se tornou o Diretor Geral do Correio Imperial até a renúncia do Sacro-Imperador Francisco II.

## Início de vida
Carlos Alexandre estudou nas Universidade de Estrasburgo, Würzburg e Mainz e, em seguida, foi para um tour na Europa. Em 1797, foi nomeado sucessor de seu pai doente, como Comissário Diretor da Dieta Imperial Perpétua em Ratisbona. Carlos Alexandre também trabalhou no império postal de Thurn e Taxis, operante durante um declínio devido à perda gradual de território, como resultado das Guerras Napoleônicas.

## Casamento e família
Carlos Alexandre se casou com a Duquesa de Teresa de Mecklenburg-Strelitz, quarta filha, e terceira filha mulher de Carlos II, Grão-Duque de Mecklemburgo-Strelitz e sua esposa, a Princesa Frederica de Hesse-Darmstadt, em 25 de Maio de 1789, em Neustrelitz, Mecklemburgo-Strelitz. Carlos Alexandre e Teresa tiveram sete filhos:
- Princesa Carlota Luísa de Thurn e Taxis (24 de Março de 1790 – 22 de outubro de 1790)
- Príncipe Jorge Carlos de Thurn e Taxis (26 de Março de 1792 – 20 de janeiro de 1795)
- Princesa Maria Teresa de Thurn e Taxis (6 de julho de 1794 – 18 de agosto de 1874), ancestral da  Princesa Gloria de Thurn e Taxis
- Princesa Luísa Frederica de Thurn e Taxis (29 de agosto de 1798 – 1 de dezembro de 1798)
- Princesa Maria Sofia de Thurn e Taxis (4 de Março de 1800 – 20 de dezembro de 1870)
- Príncipe Maximiliano Carlos de Thurn e Taxis (3 de novembro de 1802 – 10 de novembro de 1871)
- Príncipe Frederico Guilherme de Thurn e Taxis (29 de janeiro de 1805 – 7 de setembro de 1825)

## Continuação do correio

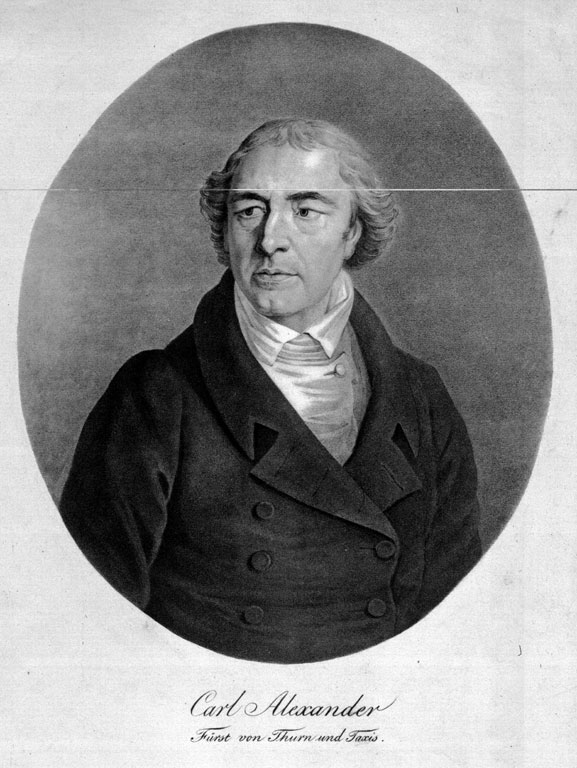
Carlos Alexandre, 5º Príncipe de Thurn e Taxis

Após o fim do Sacro Império Romano-Germânico, serviço postal de Thurn e Taxis continuou a existir como empresa privada. A partir de 1806, Carlos Alexandre chefiou uma empresa postal privada, a Thurn und Táxis-Post. Primeiro, houve uma contenda com alguns membros da Confederação do Reno, como Baden, Baviera e Württemberg. A Baviera, no entanto, nacionalizou o sistema postal, dois anos mais tarde. Após o Congresso de Viena, Carlos Alexandre, assumiu os serviços postais de Hesse e Turíngia, bem como os da Liga Hanseática e das cidades de Bremen, Hamburgo Lübeck e Schaffhausen. A partir de 1820, a empresa começou a prosperar novamente e Carlos Alexandre começou a adquirir grandes quantidades de terras.

## Aquisição de novas terras
De acordo com o Ato da Confederação do Reno, acordado entre Napoleão I de França e os príncipes da Confederação do Reno, o Principado de Thurn e Taxis perdeu a sua independência e foi mediatizado em 1806. Desde então, os Príncipes de Thurn e Taxis e, portanto, Carlos Alexandre, dependendo do território, eram súditos, tanto do Rei deWürttemberg, quanto dos Príncipes Hohenzollern-Sigmaringen. Em troca, a Casa de Thurn e Taxis recebeu a Abadia Imperial de São Emerano e territórios associados, em Regensburg. Carlos Alexandre também recebeu, como chefe da Casa de Thurn e Taxis, posses prussianas, no Grão-Ducado da Polônia. Em 1822-1823, ele comprou do Conde Kinsky, e outros, o burgo Richenburg, na Boêmia.

## Títulos e honrarias

### Títulos
- 22 de fevereiro de 1770 – 17 de Março de 1773: Sua Alteza Sereníssima Príncipe Carlos Alexandre de Thurn e Taxis
- 17 de Março de 1773 – 13 de novembro de 1805: Sua Alteza Sereníssima Príncipe Hereditário de Thurn e Taxis
- 13 de novembro de 1805 – 15 de julho de 1827: Sua Alteza Sereníssima Príncipe de Thurn e Taxis

### Honras
- Grão-Mestre da Ordem da Amizade Perfeita
- Cavaleiro da Ordem Austríaca do Tosão de Ouro

## Ascendência
|  |                                                                   |  |  |  |  |  |  |  |  |  |  |  |  |  |  |  |
|  | 16. Eugênio Alexandre Francisco, Príncipe de Thurn e Taxis        |  |  |  |  |  |  |  |  |  |  |  |  |  |  |  |
|  |                                                                   |  |  |  |  |  |  |  |  |  |  |  |  |  |  |  |
|  |                                                                   |  |  |  |  |  |  |  |  |  |  |  |  |  |  |  |
|  | 8. Anselmo Francisco, Príncipe de Thurn e Taxis                   |  |  |  |  |  |  |  |  |  |  |  |  |  |  |  |
|  |                                                                   |  |  |  |  |  |  |  |  |  |  |  |  |  |  |  |
|  |                                                                   |  |  |  |  |  |  |  |  |  |  |  |  |  |  |  |
|  | 17. Princesa Ana Adelaide de Fürstenberg-Heiligenberg             |  |  |  |  |  |  |  |  |  |  |  |  |  |  |  |
|  |                                                                   |  |  |  |  |  |  |  |  |  |  |  |  |  |  |  |
|  |                                                                   |  |  |  |  |  |  |  |  |  |  |  |  |  |  |  |
|  | 4. Alexandre Fernando, Príncipe de Thurn e Taxis                  |  |  |  |  |  |  |  |  |  |  |  |  |  |  |  |
|  |                                                                   |  |  |  |  |  |  |  |  |  |  |  |  |  |  |  |
|  |                                                                   |  |  |  |  |  |  |  |  |  |  |  |  |  |  |  |
|  | 18. Fernando Augusto Leopoldo, Príncipe de Lobkowicz              |  |  |  |  |  |  |  |  |  |  |  |  |  |  |  |
|  |                                                                   |  |  |  |  |  |  |  |  |  |  |  |  |  |  |  |
|  |                                                                   |  |  |  |  |  |  |  |  |  |  |  |  |  |  |  |
|  | 9. Maria Ludovica Ana Francisca, Princesa de Lobkowicz            |  |  |  |  |  |  |  |  |  |  |  |  |  |  |  |
|  |                                                                   |  |  |  |  |  |  |  |  |  |  |  |  |  |  |  |
|  |                                                                   |  |  |  |  |  |  |  |  |  |  |  |  |  |  |  |
|  | 19. Margravina Maria Ana Guilhermina de Baden-Baden               |  |  |  |  |  |  |  |  |  |  |  |  |  |  |  |
|  |                                                                   |  |  |  |  |  |  |  |  |  |  |  |  |  |  |  |
|  |                                                                   |  |  |  |  |  |  |  |  |  |  |  |  |  |  |  |
|  | 2. Carlos Anselmo, Príncipe de Thurn e Taxis                      |  |  |  |  |  |  |  |  |  |  |  |  |  |  |  |
|  |                                                                   |  |  |  |  |  |  |  |  |  |  |  |  |  |  |  |
|  |                                                                   |  |  |  |  |  |  |  |  |  |  |  |  |  |  |  |
|  | 20. Cristiano Henrique de Brandenburg-Bayreuth-Kulmbach           |  |  |  |  |  |  |  |  |  |  |  |  |  |  |  |
|  |                                                                   |  |  |  |  |  |  |  |  |  |  |  |  |  |  |  |
|  |                                                                   |  |  |  |  |  |  |  |  |  |  |  |  |  |  |  |
|  | 10. Jorge Frederico Carlos, Margrave de Brandenburg-Bayreuth      |  |  |  |  |  |  |  |  |  |  |  |  |  |  |  |
|  |                                                                   |  |  |  |  |  |  |  |  |  |  |  |  |  |  |  |
|  |                                                                   |  |  |  |  |  |  |  |  |  |  |  |  |  |  |  |
|  | 21. Condessa Sofia Cristina de Wolfstein                          |  |  |  |  |  |  |  |  |  |  |  |  |  |  |  |
|  |                                                                   |  |  |  |  |  |  |  |  |  |  |  |  |  |  |  |
|  |                                                                   |  |  |  |  |  |  |  |  |  |  |  |  |  |  |  |
|  | 5. Margravina Sofia Cristina de Brandenburg-Bayreuth              |  |  |  |  |  |  |  |  |  |  |  |  |  |  |  |
|  |                                                                   |  |  |  |  |  |  |  |  |  |  |  |  |  |  |  |
|  |                                                                   |  |  |  |  |  |  |  |  |  |  |  |  |  |  |  |
|  | 22. Frederico Luís, Duque de Schleswig-Holstein-Sonderburg-Beck   |  |  |  |  |  |  |  |  |  |  |  |  |  |  |  |
|  |                                                                   |  |  |  |  |  |  |  |  |  |  |  |  |  |  |  |
|  |                                                                   |  |  |  |  |  |  |  |  |  |  |  |  |  |  |  |
|  | 11. Princesa Doroteia de Schleswig-Holstein-Sonderburg-Beck       |  |  |  |  |  |  |  |  |  |  |  |  |  |  |  |
|  |                                                                   |  |  |  |  |  |  |  |  |  |  |  |  |  |  |  |
|  |                                                                   |  |  |  |  |  |  |  |  |  |  |  |  |  |  |  |
|  | 23. Luísa Carlota de Schleswig-Holstein-Sonderburg-Augustenburg   |  |  |  |  |  |  |  |  |  |  |  |  |  |  |  |
|  |                                                                   |  |  |  |  |  |  |  |  |  |  |  |  |  |  |  |
|  |                                                                   |  |  |  |  |  |  |  |  |  |  |  |  |  |  |  |
|  | 1. Carlos Alexandre, Príncipe de Thurn e Taxis                    |  |  |  |  |  |  |  |  |  |  |  |  |  |  |  |
|  |                                                                   |  |  |  |  |  |  |  |  |  |  |  |  |  |  |  |
|  |                                                                   |  |  |  |  |  |  |  |  |  |  |  |  |  |  |  |
|  | 24. Duque Everardo III de Württemberg                             |  |  |  |  |  |  |  |  |  |  |  |  |  |  |  |
|  |                                                                   |  |  |  |  |  |  |  |  |  |  |  |  |  |  |  |
|  |                                                                   |  |  |  |  |  |  |  |  |  |  |  |  |  |  |  |
|  | 12. Duque Frederico Carlos de Württemberg-Winnental               |  |  |  |  |  |  |  |  |  |  |  |  |  |  |  |
|  |                                                                   |  |  |  |  |  |  |  |  |  |  |  |  |  |  |  |
|  |                                                                   |  |  |  |  |  |  |  |  |  |  |  |  |  |  |  |
|  | 25. Duquesa Ana Catarina                                          |  |  |  |  |  |  |  |  |  |  |  |  |  |  |  |
|  |                                                                   |  |  |  |  |  |  |  |  |  |  |  |  |  |  |  |
|  |                                                                   |  |  |  |  |  |  |  |  |  |  |  |  |  |  |  |
|  | 6. Duque Carlos Alexandre de Württemberg                          |  |  |  |  |  |  |  |  |  |  |  |  |  |  |  |
|  |                                                                   |  |  |  |  |  |  |  |  |  |  |  |  |  |  |  |
|  |                                                                   |  |  |  |  |  |  |  |  |  |  |  |  |  |  |  |
|  | 26. Margrave Alberto II de Brandemburgo-Ansbach                   |  |  |  |  |  |  |  |  |  |  |  |  |  |  |  |
|  |                                                                   |  |  |  |  |  |  |  |  |  |  |  |  |  |  |  |
|  |                                                                   |  |  |  |  |  |  |  |  |  |  |  |  |  |  |  |
|  | 13. Margravina Leonor Juliana de Brandemburgo-Ansbach             |  |  |  |  |  |  |  |  |  |  |  |  |  |  |  |
|  |                                                                   |  |  |  |  |  |  |  |  |  |  |  |  |  |  |  |
|  |                                                                   |  |  |  |  |  |  |  |  |  |  |  |  |  |  |  |
|  | 27. Condessa Sofia Margarida de Oettingen-Oettingen               |  |  |  |  |  |  |  |  |  |  |  |  |  |  |  |
|  |                                                                   |  |  |  |  |  |  |  |  |  |  |  |  |  |  |  |
|  |                                                                   |  |  |  |  |  |  |  |  |  |  |  |  |  |  |  |
|  | 3. Duquesa Augusta Isabel de Württemberg                          |  |  |  |  |  |  |  |  |  |  |  |  |  |  |  |
|  |                                                                   |  |  |  |  |  |  |  |  |  |  |  |  |  |  |  |
|  |                                                                   |  |  |  |  |  |  |  |  |  |  |  |  |  |  |  |
|  | 28. Eugênio Alexandre Francisco, Príncipe de Thurn e Taxis (= 16) |  |  |  |  |  |  |  |  |  |  |  |  |  |  |  |
|  |                                                                   |  |  |  |  |  |  |  |  |  |  |  |  |  |  |  |
|  |                                                                   |  |  |  |  |  |  |  |  |  |  |  |  |  |  |  |
|  | 14. Anselmo Francisco, Príncipe de Thurn e Taxis (= 8)            |  |  |  |  |  |  |  |  |  |  |  |  |  |  |  |
|  |                                                                   |  |  |  |  |  |  |  |  |  |  |  |  |  |  |  |
|  |                                                                   |  |  |  |  |  |  |  |  |  |  |  |  |  |  |  |
|  | 29. Princesa Ana Adelaide de Fürstenberg-Heiligenberg (= 17)      |  |  |  |  |  |  |  |  |  |  |  |  |  |  |  |
|  |                                                                   |  |  |  |  |  |  |  |  |  |  |  |  |  |  |  |
|  |                                                                   |  |  |  |  |  |  |  |  |  |  |  |  |  |  |  |
|  | 7. Princesa Maria Augusta de Thurn e Taxis                        |  |  |  |  |  |  |  |  |  |  |  |  |  |  |  |
|  |                                                                   |  |  |  |  |  |  |  |  |  |  |  |  |  |  |  |
|  |                                                                   |  |  |  |  |  |  |  |  |  |  |  |  |  |  |  |
|  | 30. Fernando Augusto Leopoldo, Príncipe de Lobkowicz (= 18)       |  |  |  |  |  |  |  |  |  |  |  |  |  |  |  |
|  |                                                                   |  |  |  |  |  |  |  |  |  |  |  |  |  |  |  |
|  |                                                                   |  |  |  |  |  |  |  |  |  |  |  |  |  |  |  |
|  | 15. Maria Ludovica Ana Francisca, Princesa de Lobkowicz (= 9)     |  |  |  |  |  |  |  |  |  |  |  |  |  |  |  |
|  |                                                                   |  |  |  |  |  |  |  |  |  |  |  |  |  |  |  |
|  |                                                                   |  |  |  |  |  |  |  |  |  |  |  |  |  |  |  |
|  | 31. Margravina Maria Ana Guilhermina de Baden-Baden (= 19)        |  |  |  |  |  |  |  |  |  |  |  |  |  |  |  |
|  |                                                                   |  |  |  |  |  |  |  |  |  |  |  |  |  |  |  |
|  |                                                                   |  |  |  |  |  |  |  |  |  |  |  |  |  |  |  |